# Okres Domažlice
Okres Domažlice (deutsch: Bezirk Taus) ist ein Bezirk im Grenzgebiet des westböhmischen Plzeňský kraj in Tschechien. Auf 1.123 km² leben etwa 60.000 Einwohner. Hauptort ist die Stadt Domažlice. Der Okres besteht aus 85 Gemeinden und 244 Ortsteilen.
Der größte Teil des Bezirks, in dem sich 12 Naturreservate und 13 Naturdenkmäler befinden, liegt in einer Meereshöhe von 450 Metern. Zu den wertvollsten gehören die Urwälder Čerchovské hvozdy (Schwarzkopfer Wälder), Bystřice, Pleš, Starý Hirštejn und Überreste der Moor- und Feuchtwiesengebiete Louka u Šnajberského rybníka, Postřekovské rybníky, Hvožďanská louka sowie die Naturparks Zelenov, Sedmihoří und Český les. Der Bezirk ist Mitglied in der Euroregion Šumava.

## Wirtschaft
Die Zahl der geförderten Rohstoffe ist gering und beschränkt sich auf Pegmatit, Feldspat, Ziegellehm und Steine. Die Industrie konzentriert sich auf die Gebiete um Domažlice, Kdyně und Klenčí pod Čerchovem. Die wichtigsten Branchen sind Maschinenbau (KDYNIUM, ELITEX MACHINERY, KOVOBEL) sowie Elektrotechnik (STEATIT, KEL – MONTÁŽNÍ TECHNIKA, HAAS – Bohemia), Feinmechanik (GALÍ–Optik), Glasherstellung (Flabeg), Kunststoffverarbeitung (PLASTIK H.T) und der Futtermittelhersteller DOAGRA. In der Holzverarbeitung sind die größten Arbeitgeber Anton Heggenstaller, CHODOVIA CZ, OTM–Möbel, in der Textilverarbeitung HODETA-Hemden, DAMO.
In der Landwirtschaft werden vor allem Getreide, Rüben, Ölpflanzen und Mais angebaut, die Viehhaltung beschäftigt sich mit der Zucht von Rindern, Schweinen und Schafen. Eine wichtige Rolle spielt auch die Forstwirtschaft. Die Arbeitslosigkeit ist die niedrigste im Kreis mit 4,6 %.

## Tourismus
Den Touristen werden neben viel Natur auch historische Denkmäler präsentiert.
- Domažlice mit dem denkmalgeschützten Zentrum
- Folkloristische Region Chodsko mit alljährlichen Folklorefestivals
- Burg Chodský hrad mit einem Museum
- Museum von Jindřich Jindřich und Galerie der Brüder Špillar
- Die zum Stadtdenkmal ausgerufene Stadt Horšovský Týn mit einem Renaissanceschloss.
- Klenčí pod Čerchovem in einem romantischen Wald, mit dem Geburtshaus des Schriftstellers Jindřich Šimon Baar
- Trhanov mit dem barocken Schloss
- siehe auch Liste der Steinkreuze im Okres Domažlice

Es gibt die Möglichkeit der Übernachtung in 73 Beherbergungsbetrieben.

## Städte und Gemeinden
Babylon – Bělá nad Radbuzou (Weißensulz) – Blížejov (Blisowa) – Brnířov (Premirschen) – Čermná (Tschirm) – Česká Kubice (Böhmisch Kubitzen) – Díly (Neu Possigkau) – Domažlice (Taus) – Drahotín (Trohatin) – Draženov (Trasenau) – Hlohová (Lohowa) – Hlohovčice (Lohowschitz) – Hora Svatého Václava (Berg) – Horšovský Týn (Bischofteinitz) – Hostouň (Hostau) – Hradiště (Hradist) – Hvožďany (Hoslau) – Chocomyšl (Kotzomischl) – Chodov (Meigelshof) – Chodská Lhota (Melhut) – Chrastavice (Chrastawitz) – Kanice (Kanitz) – Kaničky (Kanitschek) – Kdyně (Neugedein) – Klenčí pod Čerchovem (Klentsch) – Koloveč (Kollautschen) – Kout na Šumavě (Kauth) – Křenovy (Kschenowa) – Libkov (Lipkau) – Loučim (Lautschim) – Luženičky (Klein Luschowitz) – Meclov (Metzling) – Mezholezy u Horšovského Týna (Meßhals) – Mezholezy u Černíkova (Meßholz) – Milavče (Milawetsch) – Mířkov (Mirschikau) – Mnichov (Münchsdorf) – Močerady (Motscherad) – Mrákov (Mraken) – Mutěnín (Muttersdorf) – Nemanice (Wassersuppen) – Němčice (Nemtschitz) – Nevolice (Newolitz) – Nová Ves (Neudorf) – Nový Kramolín (Neugramatin) – Osvračín (Wostratschin) – Otov (Wottawa) – Pařezov (Parisau) – Pasečnice (Paschnitz) – Pec (Hochofen) – Pelechy (Pelechen) – Poběžovice (Ronsperg) – Pocinovice (Putzeried) – Poděvousy (Podiefuß) – Postřekov (Pössigkau) – Puclice (Putzlitz) – Rybník (Waier) – Semněvice (Semeschitz) – Spáňov (Spanow) – Srbice (Serbitz) – Srby (Sirb) – Staňkov (Stankau) – Stráž (Hochwarth) – Tlumačov (Tilmitschau) – Trhanov (Chodenschloß) – Úboč (Aubotschen) – Újezd (Aujezd) – Únějovice (Auniowitz) – Úsilov (Ausilau) – Velký Malahov (Großmallowa) – Vidice (Widlitz) – Vlkanov (Wilkenau) – Všepadly (Schepadl) – Všeruby (Neumark) – Zahořany (Sahorschan) – Ždánov (Tannawa)
Am 1. Januar 2007 wurde die Gemeinde Černíkov (Tschernikau) dem Okres Klatovy (Klattau) zugeordnet. Zum 1. Januar 2021 wechselten Bukovec, Čečovice, Černovice, Holýšov, Horní Kamenice, Kvíčovice, Neuměř, Štichov und Všekary in den Okres Plzeň-jih.